# IC 3885
IC 3885 је спирална галаксија у сазвјежђу Ловачки пси која се налази на листи објеката дубоког неба у Индекс каталогу.
Деклинација објекта је + 37° 9' 16" а ректасцензија 12h 54m 42,7s. Привидна величина (магнитуда) објекта IC 3885 износи 15,2 а фотографска магнитуда 16,0.